# Обыкновенное чудо (фильм, 1978)
«Обыкнове́нное чу́до» — двухсерийный советский художественный музыкальный телефильм 1978 года режиссёра Марка Захарова. Это вторая экранизация одноимённой пьесы (1954) Евгения Шварца, первая была снята в 1964 году Эрастом Гариным. Телепремьера на ЦТ СССР состоялась 1 января 1979 года.

## Сюжет
Главный герой фильма — Волшебник, который, чтобы развлечь себя и свою жену, выдумывает сказки. Герои сказок оживают, приходят в его дом и начинают жить своей жизнью. Очередная сказка получилась очень грустной.
Много лет назад Волшебник придумал «сказку наоборот»: превратил медведя в человека и решил, что тот вернётся в исходное состояние, когда в него влюбится принцесса и поцелует его. И вот юноша — бывший медведь — возвращается к Волшебнику и встречает в его доме прекрасную девушку, которая ему очень понравилась. К его ужасу, она оказалась принцессой. Волшебник сделал так, чтобы король, проезжавший мимо с дочерью и свитой, свернул к его усадьбе. Медведь и принцесса встретились, и когда принцесса захотела поцеловать Медведя, он убежал, чтобы не превратиться в зверя на её глазах.
Принцесса, переодевшись в мужскую одежду, сбежала от отца, пообещав застрелить любого, кто последует за ней. В трактире «Эмилия» влюблённые встретились. В гневе Медведь идёт к трактирщику и просит запереть его; трактир засыпан снегом и выбраться из него невозможно. Трактирщик даёт ему ключ от комнаты, а сам тем временем обращает внимание на одну из фрейлин принцессы и узнаёт в ней свою первую любовь — Эмилию, в честь которой и был назван его трактир. Трактирщик и Эмилия решают помочь поссорившимся влюблённым.
Принцесса запирается в комнате на втором этаже трактира. Король приказывает кидать жребий, и жребий выпадает придворному министру-администратору. Последний заходит к принцессе, и раздаётся выстрел: опередив принцессу, администратор сам стреляет в неё, но промахивается. В гневе принцесса решает выйти замуж за «первого встречного» и называет администратора своим женихом.
Король решает играть свадьбу. Отчаявшись, что его любовь уводят от него, Медведь решает рассказать принцессе всё про поцелуй, превращающий его в животное. Расстроенная принцесса прощается с ним навсегда. Свадебный кортеж уезжает. В трактире остаются Охотник и Медведь. Появляется Волшебник и упрекает Медведя в трусости и малодушии. По мнению Волшебника, он не настолько сильно любит принцессу, чтобы пожертвовать ради неё своим обликом. Медведь заключает соглашение с честолюбивым Охотником: если когда-нибудь Медведь поцелует принцессу и превратится в животное, Охотник тут же убьёт его.
Проходит несколько лет. Страной правит министр-администратор. Король полностью устранился от дел и слышать не хочет ни о чём, что происходит вокруг. Принцесса медленно умирает от тоски по Медведю.
Подходит день смерти принцессы, и в доме Волшебника появляются Медведь и Охотник. Медведь целует принцессу, — но, к разочарованию Охотника, остаётся человеком. Волшебник объясняет этот парадокс «обыкновенным чудом». Герои сказок уходят из дома волшебника, который оказывается всего лишь декорацией. Эта декорация сгорает, и Волшебник остаётся один.

## В ролях
| Актёр               | Роль                                                                                           |
| ------------------- | ---------------------------------------------------------------------------------------------- |
| Олег Янковский      | хозяин (Волшебник)                                                                             |
| Ирина Купченко      | хозяйка, жена Волшебника                                                                       |
| Евгений Леонов      | король                                                                                         |
| Евгения Симонова    | принцесса                                                                                      |
| Александр Абдулов   | юноша-медведь                                                                                  |
| Екатерина Васильева | первая кавалерственная дама Эмилия (вокал: Лариса Долина (в песне «Дуэт Эмилии и трактирщика») |
| Юрий Соломин        | трактирщик Эмиль (вокал — Леонид Серебренников)                                                |
| Андрей Миронов      | министр-администратор                                                                          |
| Ерванд Арзуманян    | первый министр                                                                                 |
| Всеволод Ларионов   | охотник                                                                                        |
| Нина Пушкова        | фрейлина Аманда                                                                                |
| Валентина Воилкова  | фрейлина Оринтия                                                                               |
| Андрей Леонов       | ученик охотника                                                                                |
| Владимир Долинский  | палач                                                                                          |

## Съёмки
Работая над сценарием, Марк Захаров включал записи французского певца Джо Дассена.
На роль Медведя пробовались также Евгений Герасимов, Евгений Меньшов, Валерий Шальных, Владимир Вихров, Игорь Костолевский. На роль Принцессы пробовались Лариса Удовиченко, Марина Яковлева, Евгения Глушенко, Вера Глаголева.
В самом начале съёмок Олега Янковского сразил сердечный приступ; в результате съёмки были приостановлены и начались только после того, как актёр вышел из больницы. Евгений Леонов, снимавшийся после инфаркта, часто предлагал режиссёру снять два варианта той или иной сцены — сценарный и импровизационный — и Захаров нередко принимал второй вариант как более точный и смешной. У Евгении Симоновой возникли сложности со сценой стрельбы из пистолета, так как актриса не переносила оружие и выстрелы. Александр Абдулов самостоятельно исполнил все трюки в фильме, однако в сцене с лошадью в момент прыжка актёр забыл освободить ноги из стремян, в результате чего лошадь провезла его по земле несколько десятков метров; тем не менее, Абдулов отказался от услуг каскадёра и выполнил трюк.

## Песни
| Название песни            | Вступительные слова | Исполнитель                          |
| ------------------------- | --- | ------------------------------------ |
| Песня Волшебника          | Нелепо, смешно, безрассудно, безумно, волшебно…                                                                                      | Леонид Серебренников                 |
| Хор фрейлин Эмилии        | Кошмар! Позор! Кабак! Бедлам! | Елена Чарквиани                      |
| Куплеты администратора    | Хорошо, когда женщина есть — леди, дама, синьора, фемина…                                                                            | Андрей Миронов                       |
| Дуэт Эмилии и Трактирщика | Ах, сударыня, вы, верно, согласитесь, что погода хороша, как никогда…                                                                | Лариса Долина и Леонид Серебренников |
| Баллада Администратора    | Пошёл я к девушке, пошёл, задумавшись…                                                                                               | Андрей Миронов                       |
| Прощальная песня          | Давайте негромко, давайте вполголоса, давайте простимся светло…                                                                      | Андрей Миронов и хор                 |
| Песня охотника            | Палатка, винтовка, ружьё, сохатый, куница, лисица… (при окончательном монтаже не вошла в фильм и была выпущена только на пластинке). | Михаил Боярский                      |

В 2022 году московской фирмой «Shining Sioux» был выпущен полный саундтрек к фильму.

## Съёмочная группа
- Сценарий и постановка: Марк Захаров
- Оператор-постановщик: Николай Немоляев
- Декорации и костюмы: Людмилы Кусаковой
- Композитор: Геннадий Гладков
- Звукооператор: Юрий Рабинович
- Текст песен: Юлий Ким (под псевдонимом Ю. Михайлов)
- Балетмейстер: Леонид Таубэ